# Erland Colliander (1760–1824)
Erland Colliander, född 9 april 1760 i Långaryds församling, död 13 januari 1824 i Adolf Fredriks församling, Stockholm, var en svensk präst.

## Biografi
Erland Colliander föddes 1760 i Långaryds församling. Han var son till kyrkoherde Petrus Colliander och Catharina Branting. Colliander blev 2 september 1778 student vid Uppsala universitet och var medlem i Smålands nation. Han avlade prästexamen och pastoralexamen i Uppsala 26 september 1782 och prästvigdes 19 oktober 1782 till huspredikant hos generalen Stackelberg. Colliander blev 21 maj 1783 extra ordinarie skvadronspredikant vid Adelsfanan och 2 december 1783 pastorsadjunkt i Barnhusförsamlingen. Han var från 12 oktober 1784 till 1785 vice pastor då församlingen upphörde och blev 10 januari 1786 predikant och syssloman i Sabbatsbergs fattighus, tillträdde 1 maj 1786. Colliander blev 4 januari 1796 komminister i Klara församling, tillträdde 1 maj 1796 och föreslogs 1806 som kyrkoherde i Maria Magdalena församling, Stockholm. Den 16 november 1812 blev han kungliga hovpredikant. Han blev 14 augusti 1816 kyrkoherde i Adolf Fredriks församling, tillträdde 1 maj 1818 och fick 12 maj 1818 plats som assessor i Stockholms stads konsistorium. Colliander avled 1824 i Adolf Fredriks församling, Stockholm.
Ett porträtt över Colliander ägs av Adolf Fredriks församling.

### Familj
Colliander gifte sig 17 april 1787 i Danviks hospital och Sicklaö församling med Anna Fredrika Ahlgren (1769–1840). De fick tillsammans barnen Catharina Rebecka Colliander (1788–1801), Peter Jacob Colliander (1790–1797), Maria Fredrika Colliander (1795–1862) som var gift med expeditionssekreteraren Frans Joachim Lorich och Fredrik Erland Colliander (1800–1801).